# Amblonoxia fieldi
Amblonoxia fieldi är en skalbaggsart som beskrevs av Henry Clinton Fall 1908. Amblonoxia fieldi ingår i släktet Amblonoxia och familjen Melolonthidae. Inga underarter finns listade i Catalogue of Life.